# Mansión Calhoun
La Mansión Calhoun es una casa victoriana situada en la ciudad de Charleston, la segunda más poblada del estado de Carolina del Sur (Estados Unidos). Está ubicada en 16 Meeting Street y está abierta al público.

## Historia
Cuando George W. Williams compró en 1873 el "Lowndes Lot" en Meeting Street, ya tenía previsto construir una casa grande con un invernadero adjunto, extensos jardines y un observatorio. Esta fue construida en 1875 y 1876 con planos dibujados por W. P. Russell y los hermanos Devereux como contratistas. La piedra angular se colocó el 26 de abril de 1875.
La casa de 2230 m² tiene 30 habitaciones principales y muchos cuartos más pequeños. El salón principal mide 15,2 m de largo y 4,2 de ancho. La casa tiene un salón de baile con un techo de 13,7 m de altura.
Cuando Williams murió en 1903 su casa fue heredada por su yerno, Patrick Calhoun, nieto de John C. Calhoun. Fue de él que la casa derivó su nombre común, la Mansión Calhoun. Abrió como hotel en 1914.
En 1932, la parte trasera de la propiedad, que mira hacia Church Street hacia el este, fue subdividida, y los establos originales y los cuartos de servicio se convirtieron en la Louis Gourd House.
El abogado Gedney Howe y su esposa, Patricia, compraron la casa en 1976 y llevaron a cabo una restauración. En 2000, Howe la puso en venta, pero aún no estaba vendida en 2004, cuando optó por anunciarla para que se subastara el 25 de mayo de 2004 Sin embargo, antes de la subasta, se organizó una venta privada al abogado y conservacionista Howard H. Stahl. Actualmente se utiliza para albergar y exhibir la extensa colección de artefactos de la Gilded Age de Stahl.

## En la cultura popular
La casa y los terrenos han aparecido en la miniserie Norte y Sur de la cadena ABC como la mansión de los Hazard. También aparece en la película Gunfight at Branson Creek.

## Galería

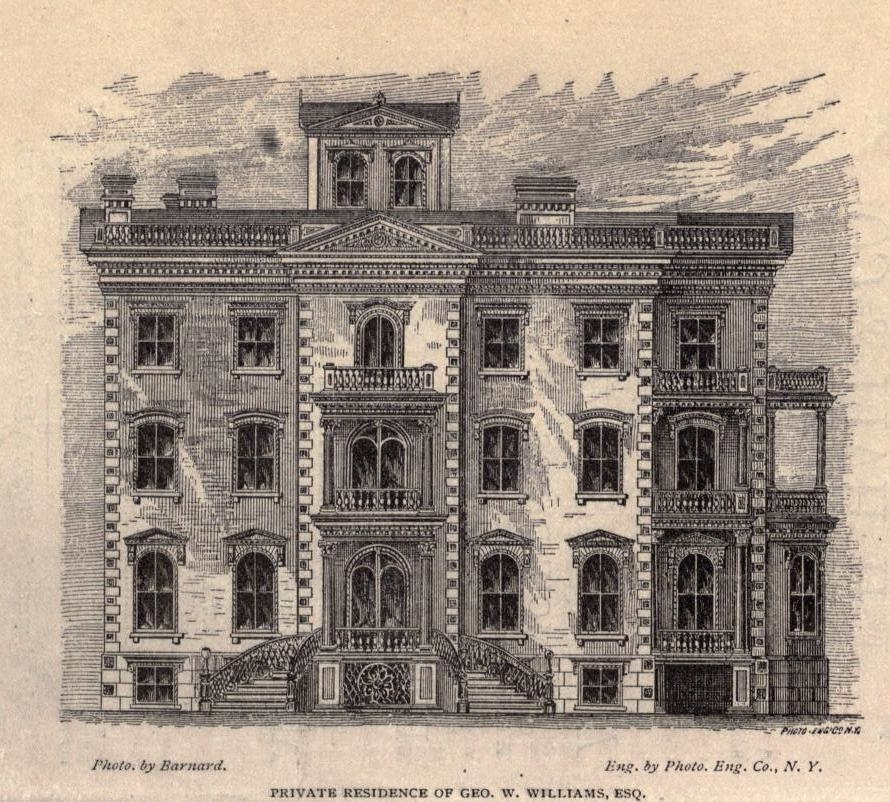
La casa en una guía de 1875.
Una de las ventanas.
Vista desde la calle.
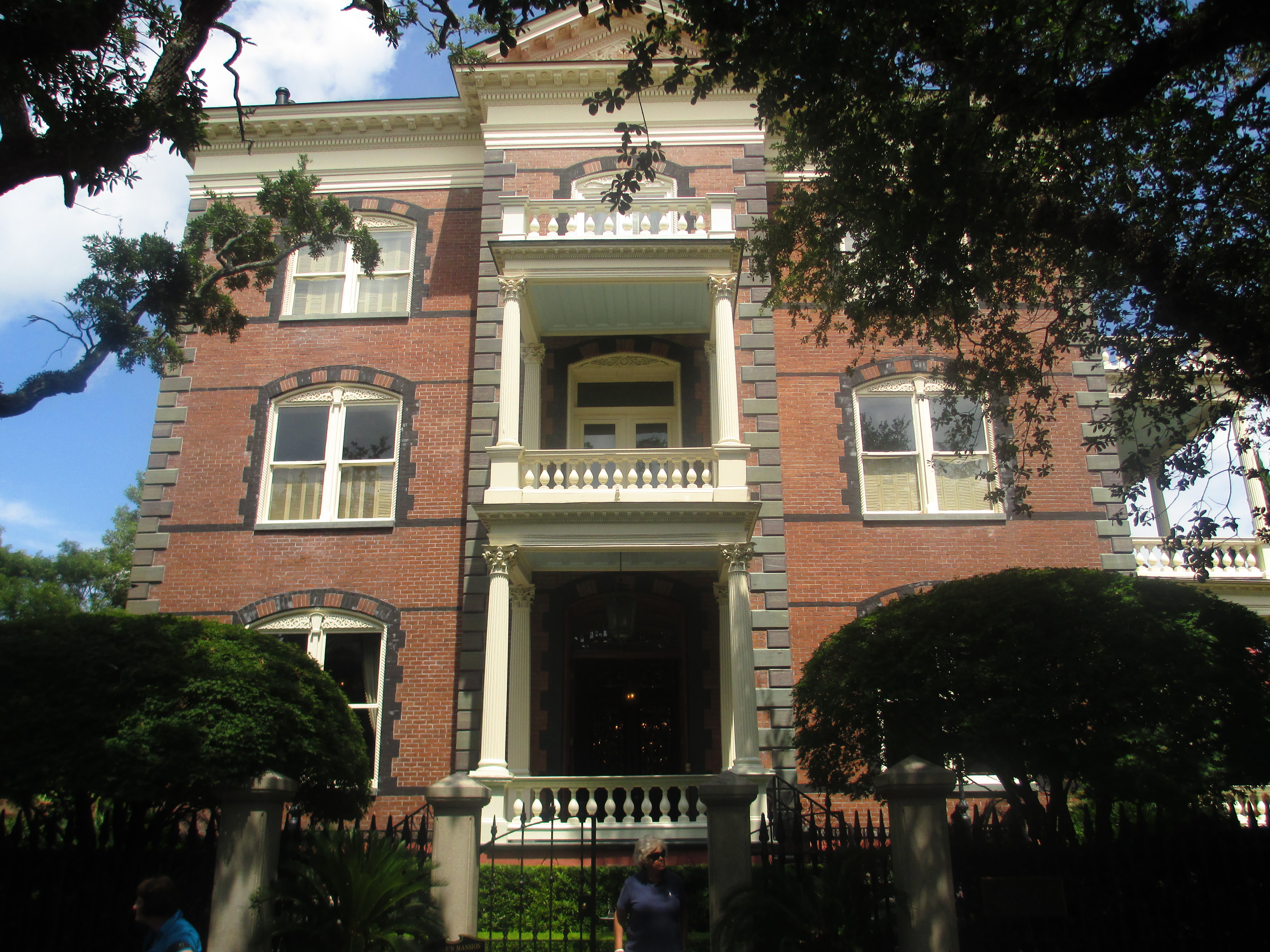
Detalle de la fachada.